# KTSSM
KTSSM（英語：Korean Tactical Surface to Surface Missile），另称韩国战术地对地导弹，是韩国自主研发的战术短程彈道飛彈，绰号是「远程炮杀手」。

## 开发历史
朝鲜于2010年延坪岛炮击挑衅后，韩国随着展开研发用于破坏朝鲜的远程大炮坑道阵地等新地对地导弹开发项目。当时朝鲜发动了170次远程火炮袭击后，韩国对此将导弹开发提升为特别项目，并在成功进行秘密开发后转变为开放项目。
KTSSM的开发旨在迅速消除朝鲜的远程炮兵，韩国称为“远程炮杀手”，与國防科學研究所（ADD）和韩华集团合作设计了这种导弹。导弹可以从固定的发射台数秒以内可以发射4枚。射程达120公里（75英里）；发射器和导弹的总成本为190万美元。导弹由全球定位系统（GPS）引导，可击中半径两米以内的目标，并具有可穿透掩体的坚硬的热弹头，并且可以将弹头穿透埋入地下1米以上或1.5 m（4.9 ft）的混凝土中的隐藏目标。尽管与美国的MGM-140 战术导弹相似，但KTSSM较便宜，也更精确，射程更短，也比MGM-140更快进行反炮火。
该导弹有两种版本：KTSSM-1，用于攻击朝鲜的M1978/M1989 170毫米榴弹炮和M1985/M1991 240毫米多管火箭炮，以及自行研制的KTSSM-2系统，其任务是与朝鲜的KN-02短程彈道飛彈和KN-09300毫米多管火箭炮交战，其Block I版本采用热穿透战斗弹体，而Block II版本则采用一体式高爆弹弹头。
该项目从2014-2017年开始持续发展，耗资4456亿韩元（4.18亿美元），并于2017年10月成功试射。2018年3月，韩国陆军宣布将建立由KTSSM和K-239天橆多管火箭炮组成的新炮兵旅。K239系统旨在摧毁朝韩非军事区附近已强化的远程炮兵站点，该系统于当年10月投入使用。KTSSM原计划于2019年部署，但由于美国尚未批准购买重要部件，因此最初推迟至2023年。2020年，韩国宣布将在2021年部署KTSSM。

## 型号

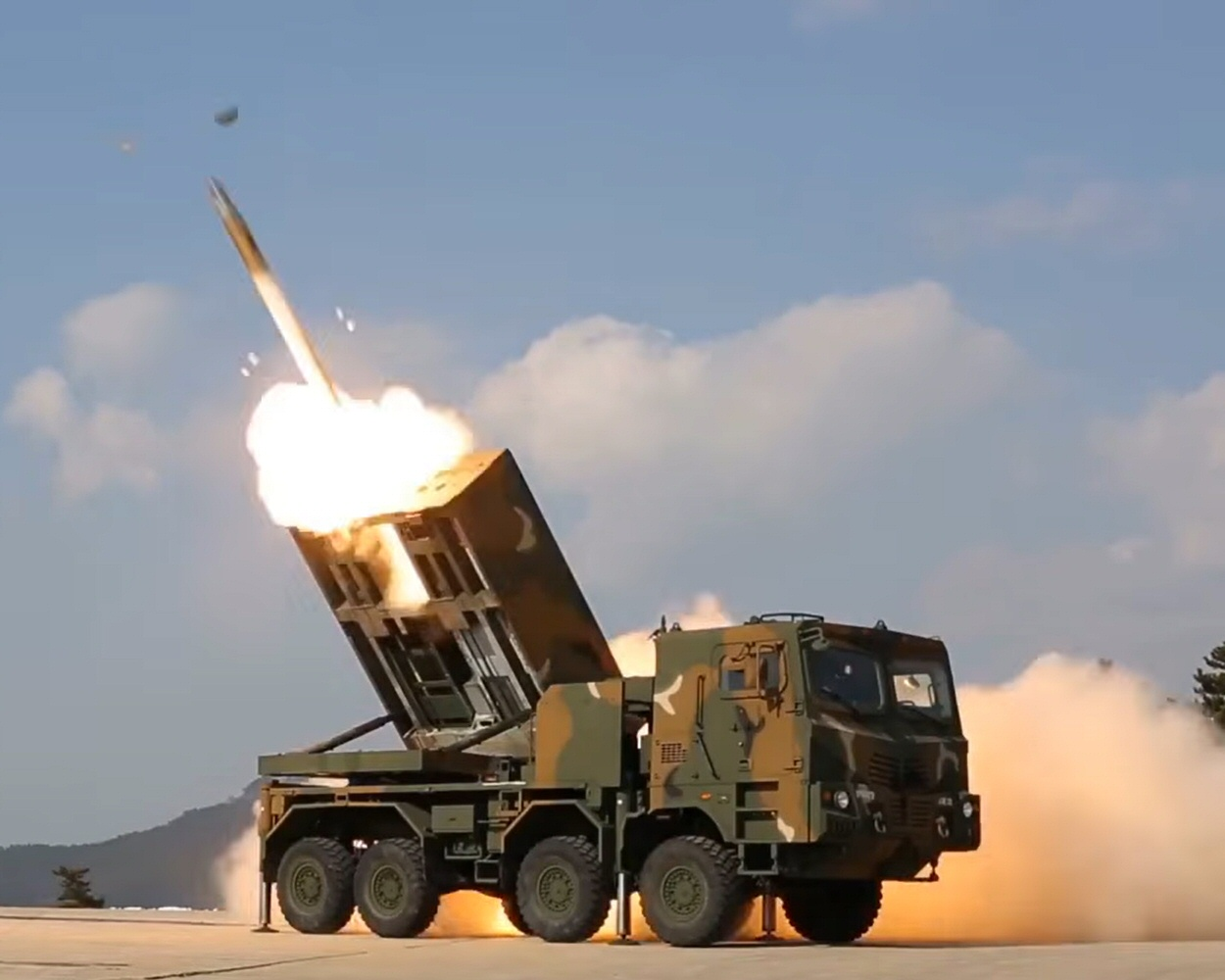
K-239天橆多管火箭炮發射一枚K-BATS火箭彈

- K-BATS：地对空导弹拦截试验中使用的目标型号，长4m，直径0.6m，重量1.5吨，最大射程180 km。

- KTSSM-Ⅰ：采用固定发射台，穿透式热压弹头，最大射程180公里。

- KTSSM-Ⅱ：采用机动发射器，穿透式热压炸弹（Block-I）和单个高爆炸弹（Block-II），大射程290公里。